# Ama Qamata

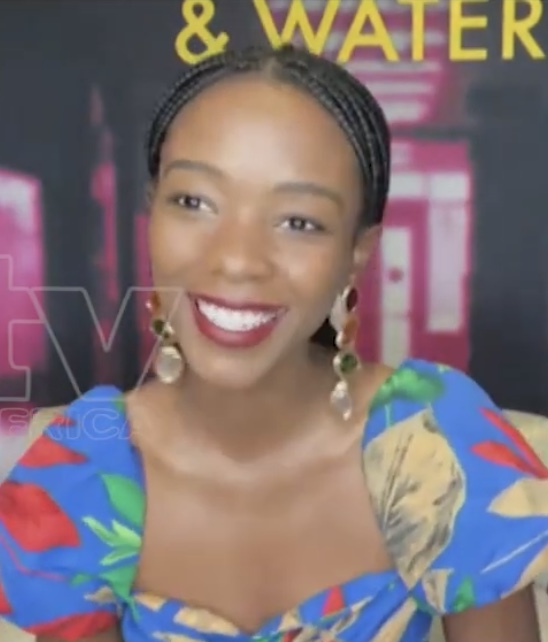
Ama Qamata, 2019

Amamkele Lithemba Qamata (* 2. September 1998 in Cala, Ostkap, Südafrika) ist eine südafrikanische Schauspielerin. Bekanntheit erlangte sie durch ihre Rolle als Puleng Khumalo in der Netflix-Serie Blood & Water.

## Leben
Ama Qamata wurde in Cala in der Provinz Ostkap geboren. Als sie drei Jahre alt war, zog sie mit ihrer Familie nach Johannesburg.
Nachdem sie an Theaterproduktionen ihrer Schule teilgenommen hatte, war Qamata erstmals in Werbespots für Cheese Curls und McDonald’s zu sehen. Sie besuchte die Schule Reddam House Bedfordview und nahm nach ihrer Immatrikulation im Jahr 2016 ein Gap Year. Sie begann ein Studium an der Universität Kapstadt, aber verließ die Universität während ihres zweiten Jahres dort.
Im Alter von 17 Jahren gab Qamata ihr schauspielerisches Debüt in der Serie My Perfect Family. Im Jahr 2020 war sie in der Serie Gomora zu sehen.
Im selben Jahr erhielt sie die Hauptrolle der Puleng Khumalo in der Netflix-Serie Blood & Water.

## Filmografie
- 2016: My Perfect Family (Fernsehserie)
- 2018: Rhythm City (Fernsehserie)
- 2020: Gomora (Fernsehserie)
- seit 2020: Blood & Water (Fernsehserie)
- 2025: Marked (Fernsehserie)